# 脳ゲー
脳ゲー（のうゲー）は、主に「脳の鍛錬・活性化」を称するコンピュータゲームの一ジャンル。「知育ゲー」「脳トレ」とも呼ばれる。
ゲームジャンルとしては、2003年に有限会社げんがボケ防止、脳活性化をはかれるゲームをau公式サイト「能力UP!ゲームワールド（後に『スペックUP!SQ診断』へ名称変更）」にてリリースしている。任天堂が2005年に発売した川島隆太教授監修の『脳を鍛える大人のDSトレーニング』シリーズは大ヒットし、以後他メーカーからも同様のコンセプトを持った脳ゲーが多数発売されるようになり、社会現象にもなるほどの流行を起こした。
複雑な入力を必要としないものが多く、こなす時間を毎日記録しながらスピードや正確性の向上を図るのが基本パターンである。従来の知育玩具が幼児を主な対象としているのに対し、脳ゲーは40歳以上の中・高年齢層を対象にしているものが多い。
このような教育系ソフトは、米国では「シリアスゲーム」と呼ばれ研究が進められている。ゲームを役に立たせるということでは「ゲーミフィケーション」という活動もある。

## 効能に関する議論
こういったゲームに、喧伝されるような効果があるか否かについては議論があり、疫学的調査により健康な人の認知機能を高める効果は期待できないという報告がある一方、高齢者の認知機能の一部については効果がある、という報告もある。

## 主な脳ゲー

### ニンテンドーDS
※特にニンテンドーDS最大の特徴であるタッチスクリーンを活用し、タッチペンで字を書いたり、ボタンの代わりにスクリーンへ直接タッチするなど、既存の家庭用ゲーム機ではまず不可能であった操作が手軽かつ直感的にできることもあって種類も多く、同機種を大ヒットさせ、社会現象を巻き起こした要因にもなっている。
- 秋山仁教授監修 全脳JINJIN（アスク）
- 右脳の達人 爽解! まちがいミュージアム（バンダイナムコゲームス）
- 右脳の達人 ガンバれっトレーナー（バンダイナムコゲームス）
- 右脳の達人 ひらめき子育てマイエンジェル（バンダイナムコゲームス）
- 七田式トレーニング 右脳鍛錬ウノタンDS（インターチャネル）
- タッチ・デ・ウノー!DS（セガ、アーケードからの移植）
- タッチでズノーDS（セガ、アーケードからの移植）
- 東北大学未来科学技術共同研究センター川島隆太教授監修 脳を鍛える大人のDSトレーニング（任天堂）
- 東北大学未来科学技術共同研究センター川島隆太教授監修 もっと脳を鍛える大人のDSトレーニング（任天堂）
- 脳年齢 脳ストレス計 アタマスキャン（セガ）
- やわらかあたま塾（任天堂）
- レイトン教授と不思議な町（レベルファイブ）

### PlayStation Portable
- ソニーコンピュータサイエンス研究所 茂木健一郎博士監修 脳に快感 アハ体験!（セガ）
- 東北大学未来科学技術共同研究センター川島隆太教授監修 脳力トレーナー ポータブル（セガ）

### Wii
- Wiiでやわらかあたま塾

### アーケードゲーム
- タッチ・デ・ウノー!（セガ）
- タッチ・デ・ウノー!2（セガ）
- 頭脳能力向上マシーン タッチでズノー（セガ）
- 脳開発研究所 クルクルラボ（コナミデジタルエンタテインメント）
- みんなで鍛える全脳トレーニング（バンダイナムコゲームス）

### ケータイアプリ・ケータイゲーム
- スペックUP!SQ診断（げん／トランサイクル・ジャパン）